# Anne-Cécile Mailfert
Anne-Cécile Mailfert, née le 11 mars 1984 à Nancy, est une militante féministe et écrivaine française. Elle a été porte-parole puis présidente d'Osez le féminisme ! et présidente fondatrice de la Fondation des Femmes.

## Biographie

### Jeunesse et études
Anne-Cécile Mailfert naît à Nancy, en France, en 1984. Elle décroche un baccalauréat scientifique.
Elle est titulaire de deux masters obtenus avec mention, l'un en études latino-américaines à l'université de Salamanque en Espagne, et l'autre en management de l'innovation sociale à Sciences Po Lille,.

### Carrière
Elle commence sa carrière dans le secteur privé en tant que chargée de mission RSE pour la compagnie Dole Food en avril 2008. En octobre 2009, elle devient déléguée générale de BlueEnergy, une organisation non gouvernementale de promotion des énergies renouvelables au Nicaragua, dont elle installe l’antenne en France.

## Militantisme féministe
Elle commence sa vie militante auprès de l’association Mouvement du Nid où elle prend des responsabilités auprès de femmes en situation de grande précarité et de prostitution, victimes de violences physiques, sexuelles, psychologiques et économiques,.

### Osez le féminisme!
Elle poursuit son engagement en 2011 au sein de l’Association Osez le féminisme !, dont elle devient la porte-parole en 2012, puis la présidente. Elle y a porté un engagement fort pour la défense des personnes prostituées et milité activement pour la loi d'abolition de la prostitution en France.
Après le vote pour le mariage pour tous, elle invective sur le plateau du Grand Journal la ministre de la Famille, Dominique Bertinotti sur le report du projet de loi famille en 2015 qui prévoyait l'extension de la PMA aux couples de femmes : « Vous avez lâché les lesbiennes et vous avez lâché l’égalité des droits. Et ça, ce n’est pas calmer la rue du tout ! ».
En 2015, elle est la cible d’un raid numérique mené par des médecins pour avoir dénoncé une fresque sexiste dans un hôpital.

### Fondation des femmes
En mars 2016, Anne-Cécile Mailfert crée la Fondation des Femmes sous l'égide de la  Fondation de France. C'est la première structure française de levée de fonds auprès du grand public pour développer et soutenir des actions en faveur des droits des femmes.
En 2016, deux syndicats de France Télévisions dénoncent un conflit d'intérêts au sujet d'une aide de 7 000 euros accordée à la Fondation des Femmes. La CGC porte plainte mais est déboutée en 2017.
Elle obtient le 25 mai 2018 la première condamnation prononcée sur le fondement d'injure publique à raison du sexe, délit créé en 2004 mais qui n’avait jusque-là jamais été appliqué en France.
En 2024, la Fondation des femmes a pris part à la campagne pour la constitutionnalisation de l'IVG[source secondaire nécessaire].

### Vie privée
Anne-Cécile Mailfert est la compagne de Stéphane Sitbon, directeur des antennes et des programmes de France Télévisions. 

## Distinctions
Elle est nommée chevalière des Arts et des Lettres en 2020.

## Publications
- Anne-Cécile Mailfert, Tu seras une femme ! Guide féministe pour ma nièce et ses ami(e)s, éditions des Petits Matins, 2021, 109 p.  (ISBN 978-2363832283)[14].
- Anne-Cécile Mailfert, Ils ne décideront plus pour nous ! Débats sur l'IVG, 1971-1975, éditions des Petits Matins, 2015, 147 p.  (ISBN 978-2363831576)[15],[16]